# Seznam egiptovskih nogometašev
Seznam egiptovskih nogometašev.

## G
- Hossam Ghaly

## H
- Ahmed Hassan
- Hossam Hassan

## M
- Mido

## R
- Hany Ramzy

## S
- Mohamed Salah
- Hassan Shehata
- Shikabala

## Z
- Mohamed Zidan